# وشتایم (راینلاند-فالتس)
وشتایم (به آلمانی: Westheim) یک شهر در آلمان است که در گرمرسهایم واقع شده‌است. وشتایم ۱٬۷۶۲ نفر جمعیت دارد.